# Lanterne de Rochecorbon
La Lanterne de Rochecorbon est une tour, unique vestige d'une forteresse médiévale située sur la commune de Rochecorbon, dans le département d'Indre-et-Loire. Elle a été classée monument historique par la liste de 1840.

## Localisation
La forteresse de Rochecorbon était située à l'extrémité d'un éperon rocheux dominant la Loire, limité au sud par la vallée du fleuve et à l'est par le vallon creusé par un de ses petits affluents. La partie la plus ancienne du village de Rochecorbon est située dans cette vallée ainsi qu'en bordure de Loire.

## Rochecorbon, village de Corbon des Roches
Rochecorbon est mentionné sous le nom de Vodanum depuis le IXe siècle, mais sa fondation remonte au moins à l’Antiquité : la grande voie antique qui suivait le cours de la Loire sur sa rive droite passait au pied du coteau. C'est juste avant l'an 1000 que l'on a connaissance d'un chevalier Corbon des Roches, vivant à Vodanum et neveu de Hardouin qui fut archevêque de Tours de 960 à 980. C’est son nom qui sera finalement attribué au village (la Roche Corbon) après plusieurs dénominations intermédiaires (Roche Hardouin au XIIe siècle puis Vosnes-le-Crochet ou Notre-Dame de Vosnes aux XVe et XVIe siècles).

## Historique

### Au début, une motte castrale
Le site, très facile à défendre car constitué par un triangle protégé sur deux de ses côtés par les falaises des coteaux, a logiquement été retenu lorsqu'il s’est agi de contrôler le passage dans la vallée de la Loire. Une motte castrale, dispositif de défense constitué d'une motte de terre souvent surmontée d'un donjon en bois, a très certainement précédé la construction du château, en retrait de l'éperon. Il n'en reste aucun vestige. Bien qu'on n’en ait aucune preuve, certains historiens pensent que sa construction pourrait être attribuée à l'évêque Hardouin.

### Le château duXIesiècle
Le petit-fils de Corbon, Thibaud des Roches, entame en 1093 la construction d’une forteresse de pierre sur le site après en avoir obtenu l'autorisation du comte d'Anjou. La Touraine est alors en proie aux luttes d'influence que se livrent les comtes d’Anjou et de Blois pour sa possession. Cet épisode devrait prendre fin avec la conquête de la Touraine par les ducs d'Anjou en 1044. Il n'en est rien ; la rivalité se déplace sur le plan religieux : les évêques de Tours refusent de reconnaître l'autorité des comtes d'Anjou ; les châtelains tourangeaux, de leur côté, s'unissent pour contester le pouvoir des comtes. Dans ce contexte, Foulques IV d'Anjou dit « le Réchin », n'admet pas la construction de ce nouveau château fort de Rochecorbon qu'il considère dangereux et offensant pour lui ; il s'en empare avant même qu’il ne soit achevé, vers 1100.

### La reconstruction
C'est au fils de Thibaud, dit Robert de Brenne, que revient la tâche de poursuivre la construction, une fois la paix faite avec la maison d’Anjou en 1133. C'est ainsi qu'une enceinte maçonnée remplace une palissade en bois et qu'une chapelle est construite dans la cour en 1157.
À partir de 1214, Geoffroy de Brenne, fils du précédent, poursuit l’œuvre de construction, en agrandissant les bâtiments et en complément l'enceinte.

### L'abandon

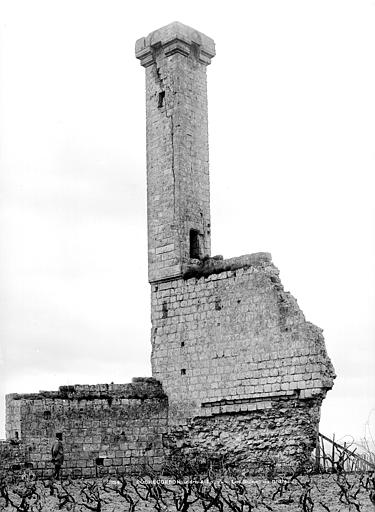
La lanterne.

À la mort de Geoffroy de Brenne, le château échoit à la famille de Mézières par suite du remariage de sa veuve. Au début de la guerre de Cent Ans, le château, place forte stratégique, fait l'objet d'une importante restauration. En 1424 pourtant, il tombe temporairement aux mains d'une troupe d'Anglo-Gascons mais il est évacué trois ans plus tard contre paiement d'une rançon payée par la ville de Tours.
Paradoxalement, la paix revenue est fatale au château. Geoffroy de Maillé, qui s'est endetté pour restaurer le château, le délaisse en 1475. Ses héritiers successifs n’entretiennent plus des défenses devenues inutiles ; jugeant le château malcommode et inconfortable, ils le laissent se ruiner et s'effondrer petit à petit.
En 1789, comme beaucoup de châteaux, Rochecorbon est vendu comme bien national alors que ce n'est déjà plus qu’une ruine ; une peinture réalisée en 1797 montre la lanterne au milieu de murs effondrés. De fait, les acheteurs du domaine se montrent plus intéressée par les vignes qui entourent le château que par l'édifice lui-même, dont les pierres ne sont même pas récupérées pour construire d'autres bâtiments.
La lanterne fait partie de la première liste des monuments historiques établie en 1840. La tour est alors datée de 1095 mais plusieurs historiens, dont Arcisse de Caumont en 1857, réfutent cette datation. Pour ce dernier, la lanterne date du règne de Louis XI. Le style du couronnement, quoi qu'il en soit, est caractéristique du XVe siècle.

## Vestiges

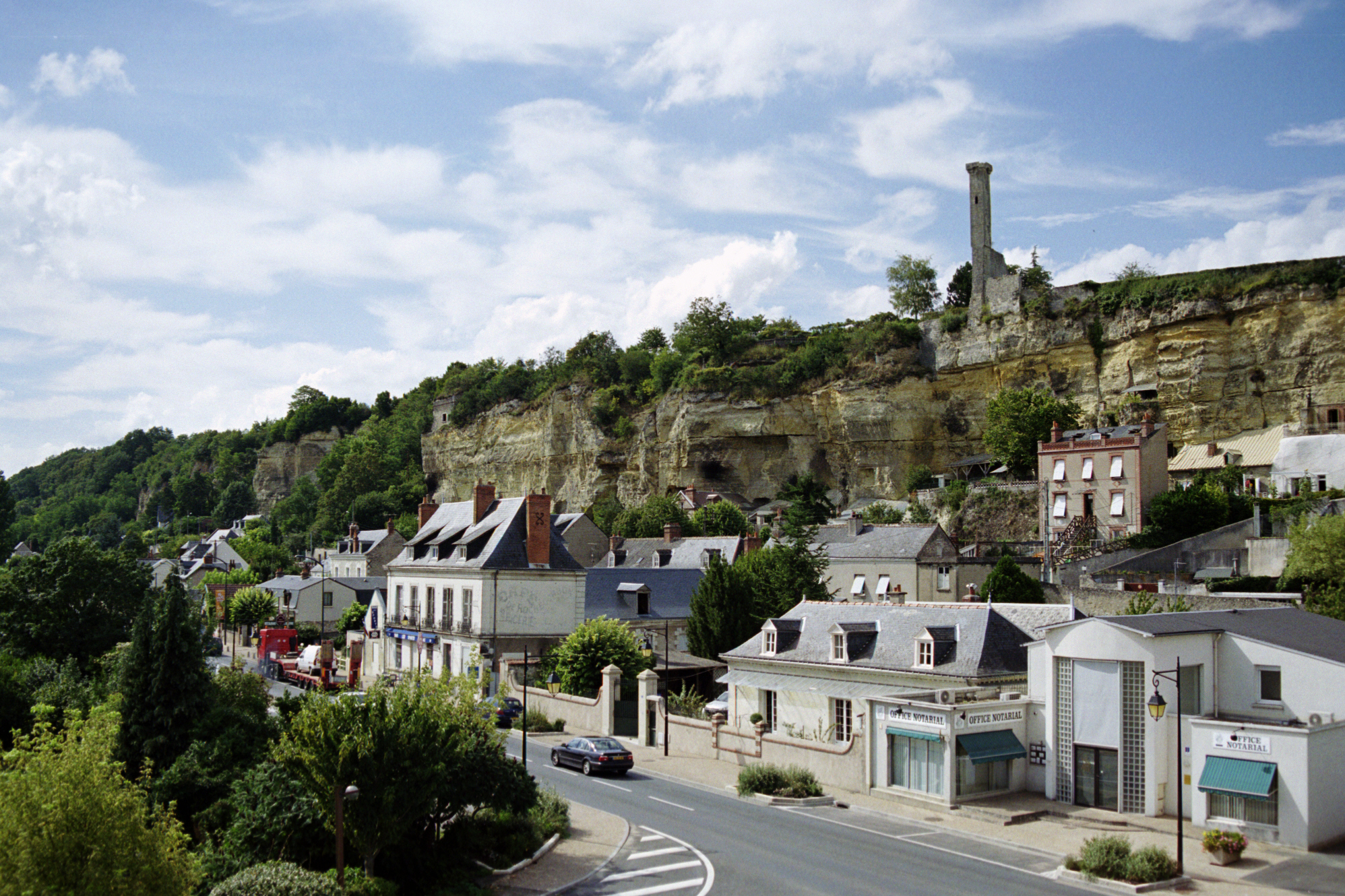
vue générale du coteau.

Aucune source écrite ne permet d'apprécier l'allure générale du château fort de Rochecorbon lorsqu'il était encore debout. Il n'en reste que de rares vestiges.
La tour en elle-même, haute de 10 m, reste couronnée par ses créneaux. Cette tour de guet est bâtie à l'angle sud-ouest de l'enceinte carrée formée par la base des murailles de l'ancien château.
Date-t-elle de la fin du XIe siècle, comme le reste du château, ou bien a-t-elle été construite au XVe siècle (ou très restaurée à cette époque) ? Le avis sont partagés et il n'existe aucune étude approfondie de cette tour qui permette de trancher.
Bien qu'il s’agisse d'un édifice privé non visitable, la lanterne de Rochecorbon est fréquemment ouverte au public à l'occasion des journées européennes du patrimoine.

## La lanterne en péril
Au XXIe siècle, l'avenir de la lanterne est loin d'être assuré. Construite à l'origine en retrait du bord du coteau, elle s'en rapproche inexorablement à la faveur des effondrements successifs de la falaise dont le tuffeau, poreux et gorgé d'eau, éclate sous la pression du gel ; de plus, le coteau qui supporte la tour est creusé de cavités naturelles ou artificielles (cette partie de la vallée de la Loire est connue pour ses habitations troglodytiques). Il est donc à craindre que la tour ne finisse par être entraînée par un dernier éboulement de son assise, malgré les opérations de surveillance et de consolidation dont le rocher qui la supporte fait l’objet.

## Le rôle de la lanterne encore discuté
La position de cette tour, isolée et dressée au bord du coteau qui surplombe la Loire, a certainement été propice à la naissance et à la transmission de traditions et légendes à son sujet ; c'est ainsi qu'on raconte que :
- selon la légende, au commencement du XIIIe siècle, un jour le jeune Chevalier Robert de Brenne rentrait d’une longue chevauchée, il aperçut un aigle dirigeant son vol vers le manoir de ses ancêtres, il banda son arc et abattit l’oiseau. À l’endroit ou tomba sa flèche, Robert fit élever judicieusement une tour fanal à l’extrémité du roc qui formait falaise et surplombait la vallée. L’architecte, avec un art prodigieux, avait su mettre à contribution le rocher où la sape et la mine y paraissaient impossible. Ce n’est ni un nid d’aigle, ni un repaire de brigands, mais un asile d’un pittoresque, saisissant qui domine la Loire, semant çà et là ses nombreux bancs de sable d’or[17]. On ignore la date exacte de construction de la tour, et la tradition du lieu de construction, déterminé par la chute d’un rapace, est à jamais invérifiable ;
- la lanterne était un phare servant à guider la navigation sur la Loire[5] ; aucune source fiable ne permet d'affirmer qu'elle a tenu ce rôle, mais la légende reste vivace ;
- c'était une lanterne des morts[1]. Une fois encore, cette affirmation n'est étayée par aucune source écrite.